# 祁州
祁州（きしゅう）は、中国にかつて存在した州。唐末から民国初年にかけて、現在の河北省石家荘市東部と保定市南部にまたがる地域に設置された。

## 概要
893年（景福2年）、定州節度使王処存の奏請により定州無極県に祁州が置かれた。祁州は河北道に属し、無極・深沢の2県を管轄した。
1004年（景徳元年）、北宋により祁州の州治は定州蒲陰県に移され、無極県は定州に移管された。祁州は河北西路に属し、蒲陰・鼓城・深沢の3県を管轄した。
金のとき、祁州は河北西路に属し、蒲陰・鼓城・深沢の3県を管轄した。
元のとき、祁州は保定路に属し、蒲陰・深沢・束鹿の3県を管轄した。
明のとき、祁州は保定府に属し、深沢・束鹿の2県を管轄した。
1734年（雍正12年）、清により深沢県は定州に移管され、束鹿県は保定府に直属するようになった。祁州は保定府に属し、属県を持たない散州となった。
1913年、中華民国により祁州は廃止され、祁県と改められた。